# Hesperophasma saussurei
Hesperophasma saussurei är en insektsart som först beskrevs av Bolívar 1888.  Hesperophasma saussurei ingår i släktet Hesperophasma och familjen Pseudophasmatidae. Inga underarter finns listade i Catalogue of Life.